# Irene Leache

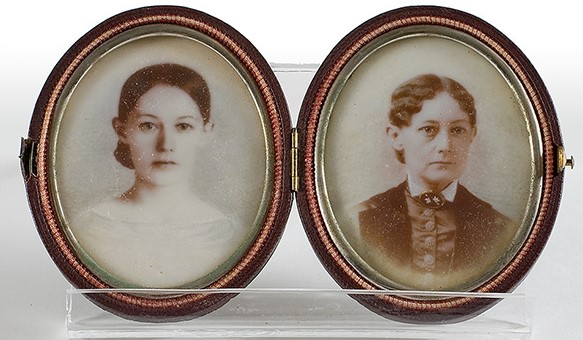
Dos fotografías de una joven Irene Leache, guardadas en un relicario por Annie Wood.

Irene Kirke Leache (1839 - 2 de diciembre de 1900) fue una maestra estadounidense y cofundadora del Seminario Leache-Wood, una de las principales escuelas para mujeres en la era posterior a la Guerra de Secesión en Norfolk (Virginia).

## Primeros años de vida
Irene nació en Wood Park, una granja en el condado de Fauquier, Virginia, hija de Juana Roberts (de soltera Hunton) y el Dr. Jesse Willett Leache. Utilizando la extensa biblioteca de su padre, aprendió de forma autodidacta álgebra, cálculo, geometría y trigonometría, así como el idioma alemán. Dejó la casa familiar para mudarse al Condado de Westmoreland (Virginia), cuando fue contratada por la familia Carter para profesora para sus hijos. Al comenzar la Guerra Civil, regresó a su casa y encontró sus cultivos arruinados. Con la guerra desarrollándose en sus tierras, la familia abandonó la zona.
Cuando su madre murió a finales de 1865, Leache aceptó la responsabilidad de criar a sus hermanos menores, trabajando simultáneamente en varios puestos como institutriz o maestra en seminarios femeninos. En 1868, se convirtió en maestra en Winchester, Virginia, en el seminario femenino de Angerona. Allí conoció a Ana Cogswell Wood y se convirtió en su tutora. Leache tenía 29 años y Wood 18.

## Seminario Leache-Wood

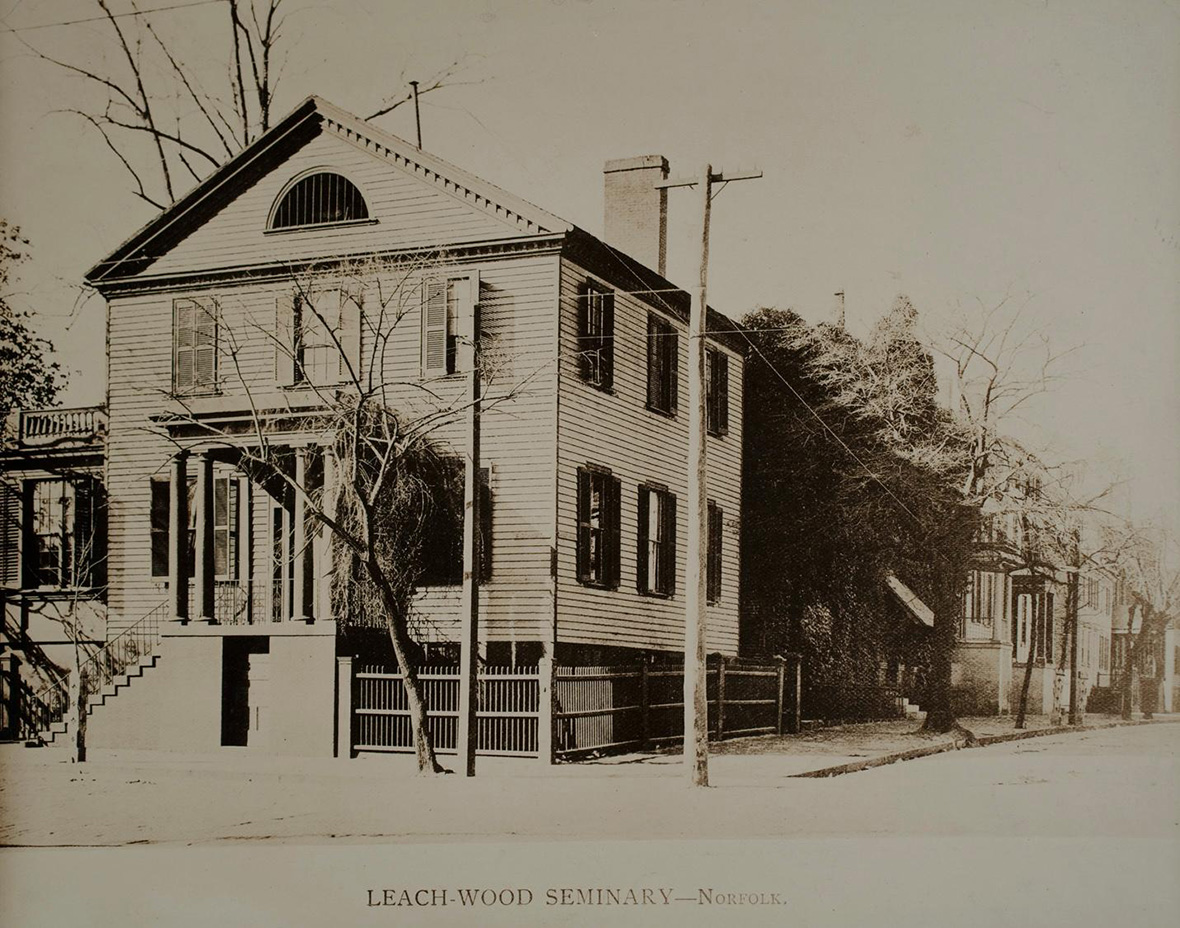
Seminario Leache-Wood

A instancias del pastor presbiteriano, Jorge Dod Armstrong, abrieron su propia escuela, el Seminario Leache-Wood, en 1871 en Norfolk, Virginia. En medio de la reconstrucción, el seminario era la única escuela femenina adecuada en el área y Armstrong instó a sus feligreses a enviar a sus hijas a la escuela.
La escuela tuvo un éxito y al final del primer año ya no tenían deudas. En 1880, ya se enseñaban a niñas desde los tres años, con educación desde el jardín de infantes hasta el superior. Se completo el plan de estudios que incluían las artes, producciones teatrales y música, siendo conocidos por brindar una educación de alta calidad. En 1882, Leache-Wood fundó el "Club Fireside" como una extensión de sus veladas culturales. Operaron la escuela con éxito durante veinte años.

## Vida personal

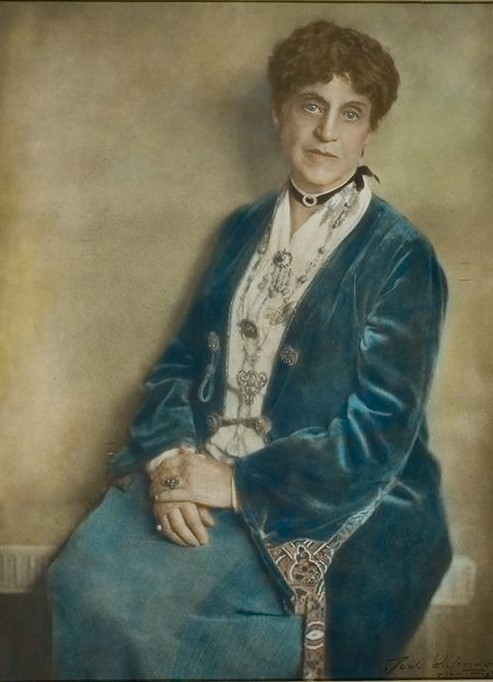
Annie Cogswell Wood, Archivos de la Biblioteca del Museo de Arte Chrysler

La relación entre Leache y Wood era amorosa. Wood la describió como alguien que tenía ojos "lúcidos por el pensamiento, brillantes por el amor". Crearon y organizaron el Fireside Club en su apartamento los sábados por la noche para mujeres y hombres de Norfolk y viajaron internacionalmente durante los meses de verano.
Las mujeres viajaron a Europa a principios de 1891, después de vender la escuela, visitando Egipto, Francia, Alemania, Italia, Rusia, España y Suecia. Regresaron a los Estados Unidos durante varios meses en el otoño de 1898, pero en junio del año siguiente regresaron a Europa. 

## Enfermedad y muerte

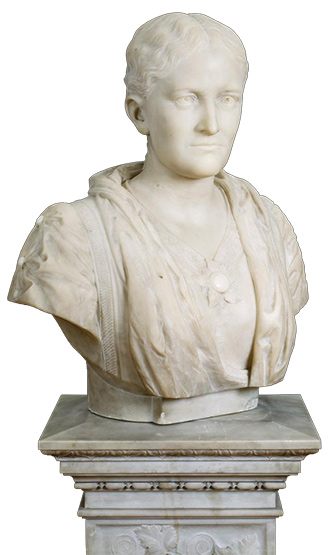
Busto de Irene Leache en mármol blanco, encargada por su compañera al artista italiano Luis Giglielmini ca. 1903.

Al año siguiente, Leache enfermó. Ella y Wood regresaron a Estados Unidos, donde falleció en Norfolk el 2 de diciembre de 1900 a causa de una enfermedad respiratoria. Wood regresó a Italia y comenzó a enviar obras de arte para construir la Colección de Arte Conmemorativa Irene Leache. Después de su muerte, escribió La historia de una amistad sobre su relación. Wood murió en 1940 en Florencia, siendo su cuerpo repatriado a Estados Unidos y enterrada al lado de Leache en el cementerio Elmwood, en Norfolk, Virginia.

## La Fundación Conmemorativa Irene Leache
Póstumamente, la Asociación de la Biblioteca Irene Leache fue fundada por sus ex alumnos para honrarla en el año de su muerte. En 1914, se formó otro monumento conmemorativo, la Asociación de Arte Irene Leach, para albergar obras de arte donadas para crear un museo en su nombre, que fue el primer museo en Norfolk. (Earle, 2008, p. 6) Fue fundada por Wood para honrar a su pareja y luego fue incorporada a tres salas del Museo de Arte Chrysler en Norfolk. El Memorial Irene Leach también promovió una Exposición Bienal de Arte durante más de 80 años, de 1918 a 1999, y un Concurso Literario anual, ahora otorga premios literarios, escénicos (teatro, danza, música) y de artes visuales.